# Maike Schaunig
Maike Schaunig (* 13. März 1996 in Dinslaken) ist eine deutsche Hockeyspielerin, die 2021 Europameisterschaftszweite war.

## Sportliche Karriere
Maike Schaunig spielte bei Uhlenhorst Mülheim und beim Düsseldorfer HC.
Von 2012 bis 2017 nahm sie an 51 Länderspielen in den verschiedenen Altersklassen im Juniorinnen-Bereich teil.
2016 debütierte die Defensivspielerin in der Nationalmannschaft. Bei der Hallen-Europameisterschaft 2016 belegte Schaunig mit der deutschen Mannschaft den vierten Platz. Zwei Jahre später bei der Hallen-Europameisterschaft 2018 in Prag gewann sie den Titel mit der deutschen Mannschaft. Sie wirkte in allen fünf Spielen mit. Im gleichen Jahr nahm Schaunig auch an der Weltmeisterschaft in London teil. Die deutsche Mannschaft unterlag im Viertelfinale den Spanierinnen mit 0:1 und belegte den fünften Platz. Schaunig war in allen vier Spielen dabei.
2021 fand die Europameisterschaft in Amstelveen statt. Die deutsche Mannschaft gewann ihre Vorrundengruppe vor den Belgierinnen. Im Halbfinale siegte die deutsche Mannschaft mit 4:1 gegen Spanien, im Finale siegten die Niederländerinnen mit 2:0. Obwohl Schaunig in Amstelveen in allen fünf Spielen eingesetzt worden war, stand sie zunächst nur als P-Akkreditierte im Kader für die Olympischen Spiele in Tokio. Zusammen mit Pauline Heinz wurde Schaunig dann fallweise in den Kader berufen und wirkte in drei Spielen mit. Die deutsche Mannschaft schied im Viertelfinale gegen die Argentinierinnen aus.
Maike Schaunig bestritt 73 Länderspiele, davon zehn in der Halle. (Stand 23. August 2023) 